# Zanthoxylum oahuense
Zanthoxylum oahuense, là một loài thực vật có hoa thuộc họ cam chanh, Rutaceae, là loài đặc hữu của hòn đảo Oʻahu ở Hawaii. 
Nó là một cây nhỡ, ở độ cao 5 m (16 ft). Chúng hiện đang bị đe dọa vì mất môi trường sống.